# Светска историја
Историја света је у заједничком говору историја човечанства (или људска историја), која је утврђена помоћу археологије, антропологије, генетике, лингвистике и других дисциплина; а за периоде од проналаска писања, и из записане историје и из секундарних извора и студија.
Писаној историји човечанства претходила је праисторија, почевши са палеолитском ером („раним каменим добом”), чему је следила неолитска ера („ново камено доба”). Током неолита је дошло до пољопривредне револуције, између 8.000 и 5.000 п. н. е., на блискоисточном Плодном полумесецу. Током тог периода, људи су започели да систематски узгајају биљке и животиње. Како је пољопривреда напредовала, већина људи је прешла из номадског на насељенички начина живота као фармери у сталним насељима. Релативна сигурност и повећана продуктивност коју је пружала пољопривреда дозвољавају заједницама да се проширују у све веће јединице, поспешене напрецима у транспорту.
Било у праисторијским или историјским временима, људи су увек морали бити близу поузданих извора питке воде. Насеља су се развијала на речним обалама још пре 3.000. п. н. е. у Месопотамији, на обалама египатске реке Нил, у долини реке Инд, и дуж кинеских река. Како се развијала пољопривреда, узгој житарица је постао софистикованији и дошло је до поделе рада ради чувања хране између узгојних сезона. Поделе рада су довеле до настанка беспослене више класе и развоја градова, који су пружили основу развоја цивилизације. Растућа комплексност људских друштва условила је развој система рачуноводства и писања.
Са процватом цивилизација, древна историја („касна антика”, укључујући класично доба, све до око 500. године) је осведочила успоне и падове царстава. Током посткласичне историје („средњи век”, c. 500–1.500 године) дошло је до развоја хришћанства, исламског златног доба (c. 750 – c. 1.258), и ране италијанске ренесансе (од око 1.300 године). Изум модерног штампања средином 15. века, са применом покретних калупа, је произвео револуционарне примене у комуникацији и олакшао све ширу дисеминацију информација, помажући окончању средњег века и успостављању научне револуције. Рани нови век, који је понекад назива „Европским добом”, од око 1500 до 1800, обухвата просветитељство и доба открића. До 18. века, акумулација знања и технологије досегла је критичну масу што је довело до индустријске револуције и почетка касног модерног периода, који је започео око 1800 и траје до данашњег дана.
Ова схема историјске периодизације (поделе историје у антику, пост-класични, рани модерни, и касни модерни период) је била развијена за, и најбоље примењена на историју Старог света, посебно Европе и Медитерана. Изван овог региона, укључујући древну Кину и древну Индију, историјска хронологија се другачије одвијала. Међутим, до 18. века, услед екстензивне светске трговине и колонизација, историје већине цивилизација су постале знатно испреплетане. У задњој четвртини миленијума, стопе раста популације, знања, технологије, комуникација, трговине, оружја за масовно уништење, и деградације животне средине су се знатно убрзале, чиме су креиране могућности и опасности са којима се у данашње време суочавају људске заједнице широм планете.